# Luiz Bueno
Luiz Pereira Bueno, född 16 januari 1937 i São Paulo, död 8 februari 2011 i Atibaia, delstaten São Paulo, var en brasiliansk racerförare.

## Racingkarriär
Bueno körde ett formel 1-lopp i en Surtees-Ford i Brasilien 1973 och kom där på tolfte plats. Han körde dock flera dito lopp men då utanför mästerskapet.